# Gesine Dreisbach
Gesine Dreisbach (* 1968) ist eine deutsche Psychologin.

## Leben
Sie erwarb das Vordiplom 1992 (Psychologie) an der Universität Mannheim, 1997 das Diplom (Psychologie) an der TU Berlin, 2000 die Promotion zum Dr. phil. an der Universität der Bundeswehr Hamburg bei Rainer H. Kluwe und die Habilitation 2007 zum Dr. phil. et rer. nat. habil. an der TU Dresden. Von 2008 bis 2009 war sie  Professorin (W2) für Allgemeine Psychologie II, Institut für Psychologie der Universität Bielefeld. Seit 2009 ist sie Professorin für Allgemeine Psychologie, Institut für Experimentelle Psychologie an der Universität Regensburg.

## Schriften (Auswahl)
- Kognitive Prozesse der Vorbereitung bei wechselnden Aufgabenstellungen. Hamburg 2000, ISBN 3-8288-0914-6.
- mit Gernot Horstmann: Lernen, Emotion, Motivation, Gedächtnis. Weinheim 2017, ISBN 3-621-28393-5.